# Aérodrome de Khwahan
L'aérodrome de Khwahan (code IATA : KWH • code OACI : OAHN) dessert la ville de Khwahan, dans la province du Badakhshan, en Afghanistan.

## Situation
La surface de la piste de Khwahan apparaît assez sommaire avec la présence de pierre de la taille d'une balle de baseball. L'aéroport ne dispose d'aucune infrastructure (service météo ou NOTAM, ni téléphone ni ravitaillement en carburant) .

## Compagnies aériennes et destinations
- Néant